# Xerula radicata
Xerula radicata o Hymenopellis radicata, comúnmente conocido como seta de raíz profunda es un hongo agárico muy extendido fácilmente identificable por su profundamente arraigada estípite. Es sinónimo de la especie Oudemansiella radicata.

## Descripción
El píleo es de tamaño medio a grande, liso, grisáceo o amarillento marrón y rayado, con un montículo central y de un tamaño de entre 5 - 12,5 cm. La superficie del píleo es pegajosa o de aspecto mucoso cuando está mojada, con anchas láminas blancas en la parte inferior. El quebradizo estípite se estrecha en ambos en ambos extremos y es casi blanco sobre la superficie y marrón bajo tierra.

## Especie similar
Es similar a Oudemansiella longipes.

## Galería de imágenes

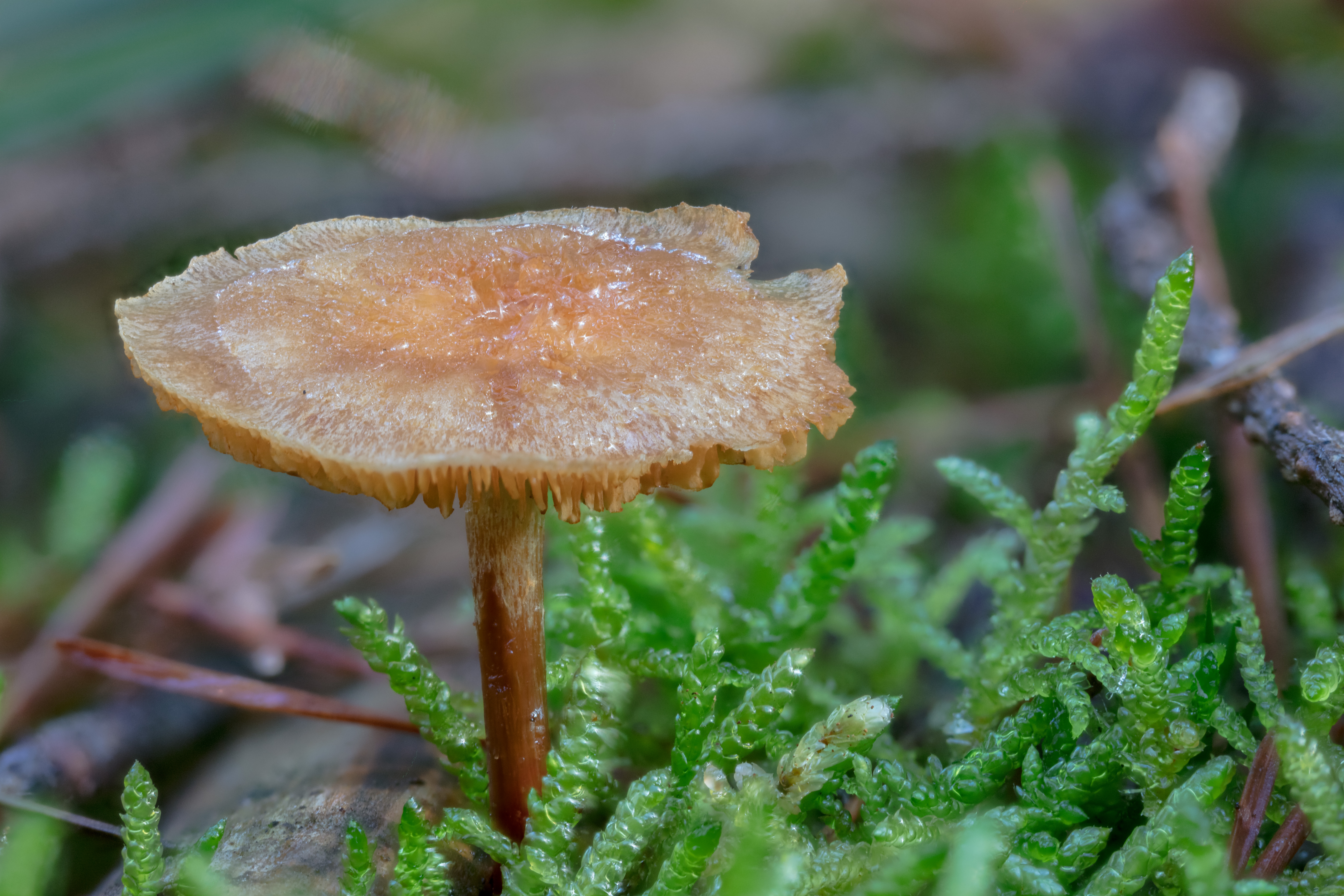
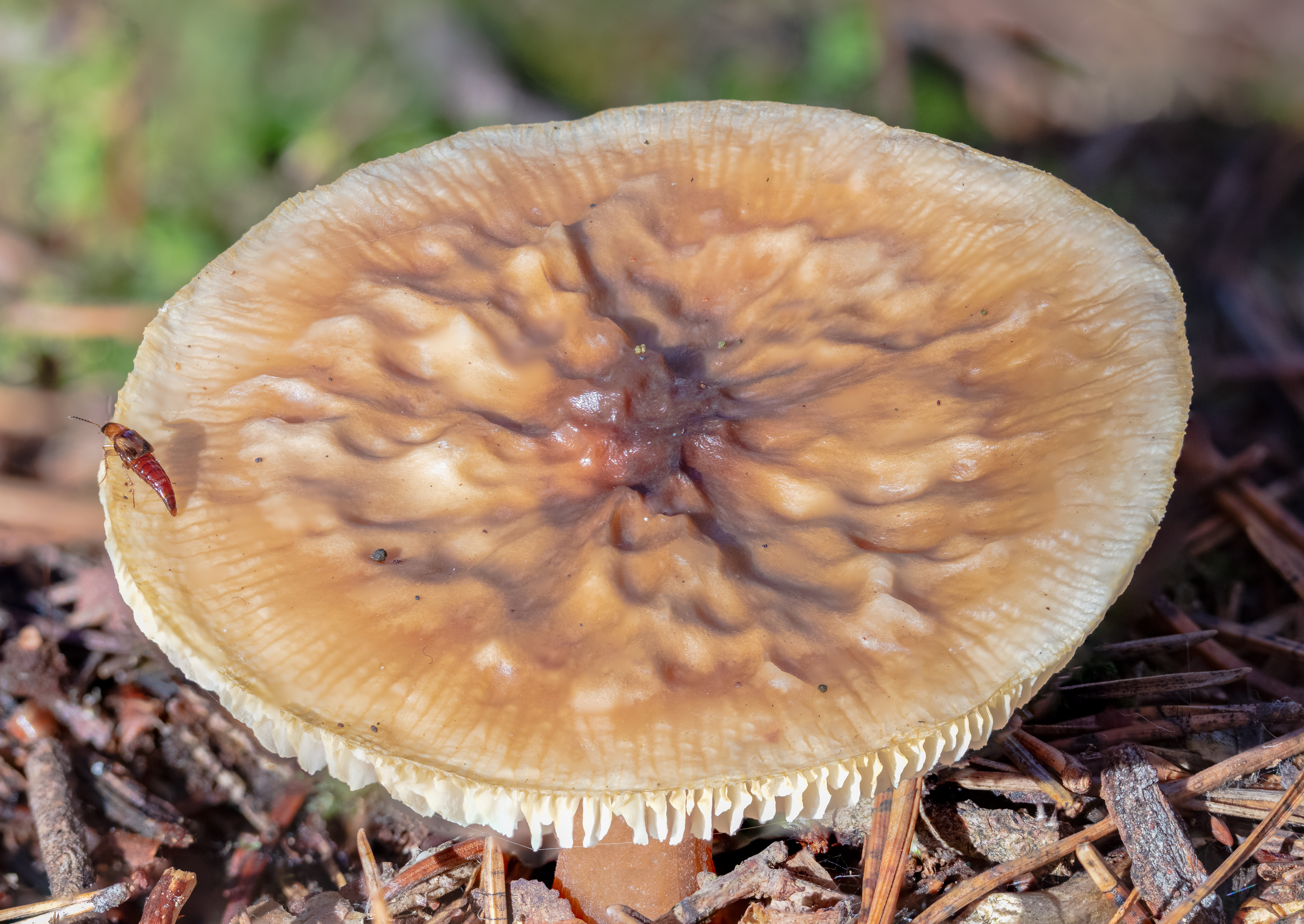
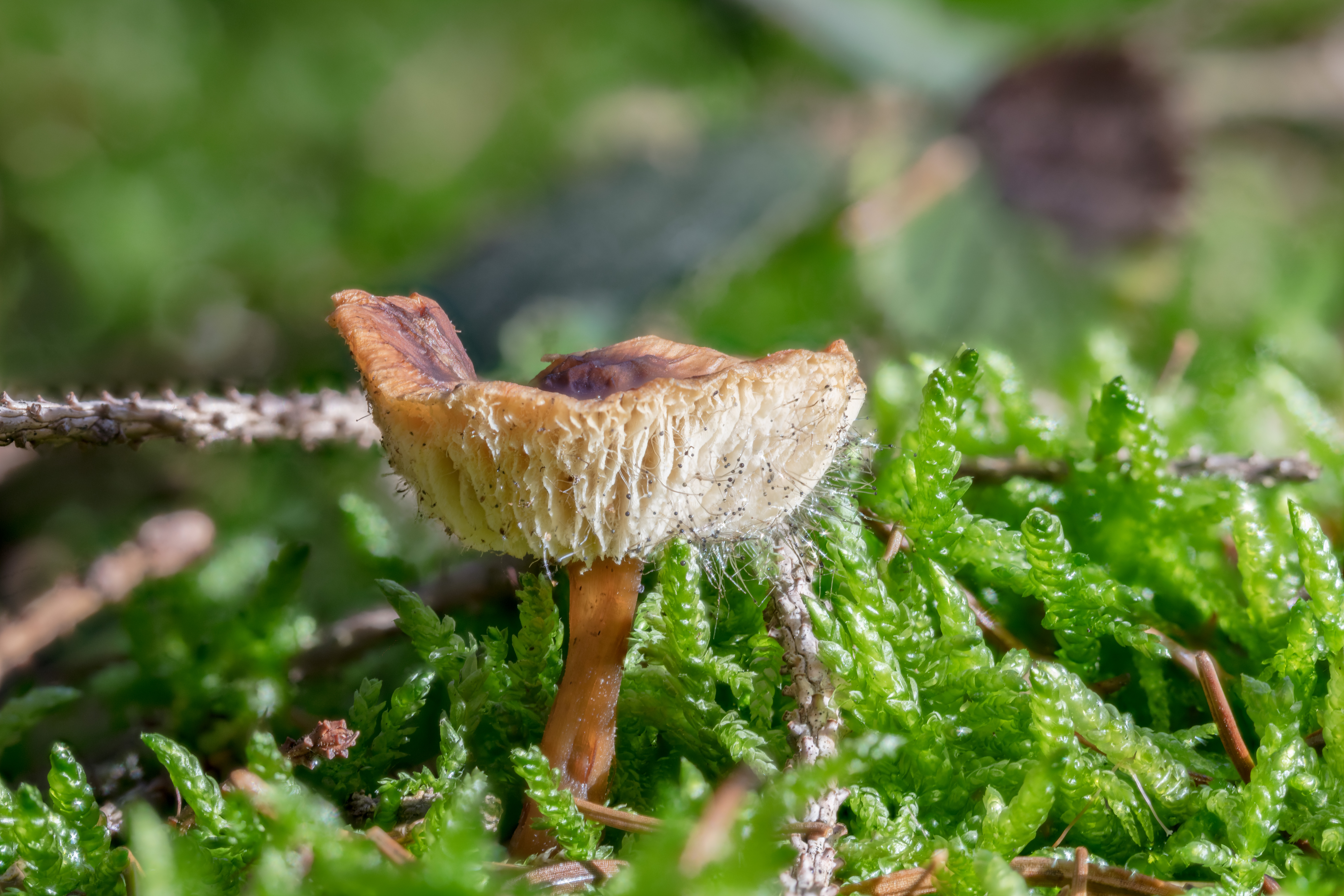
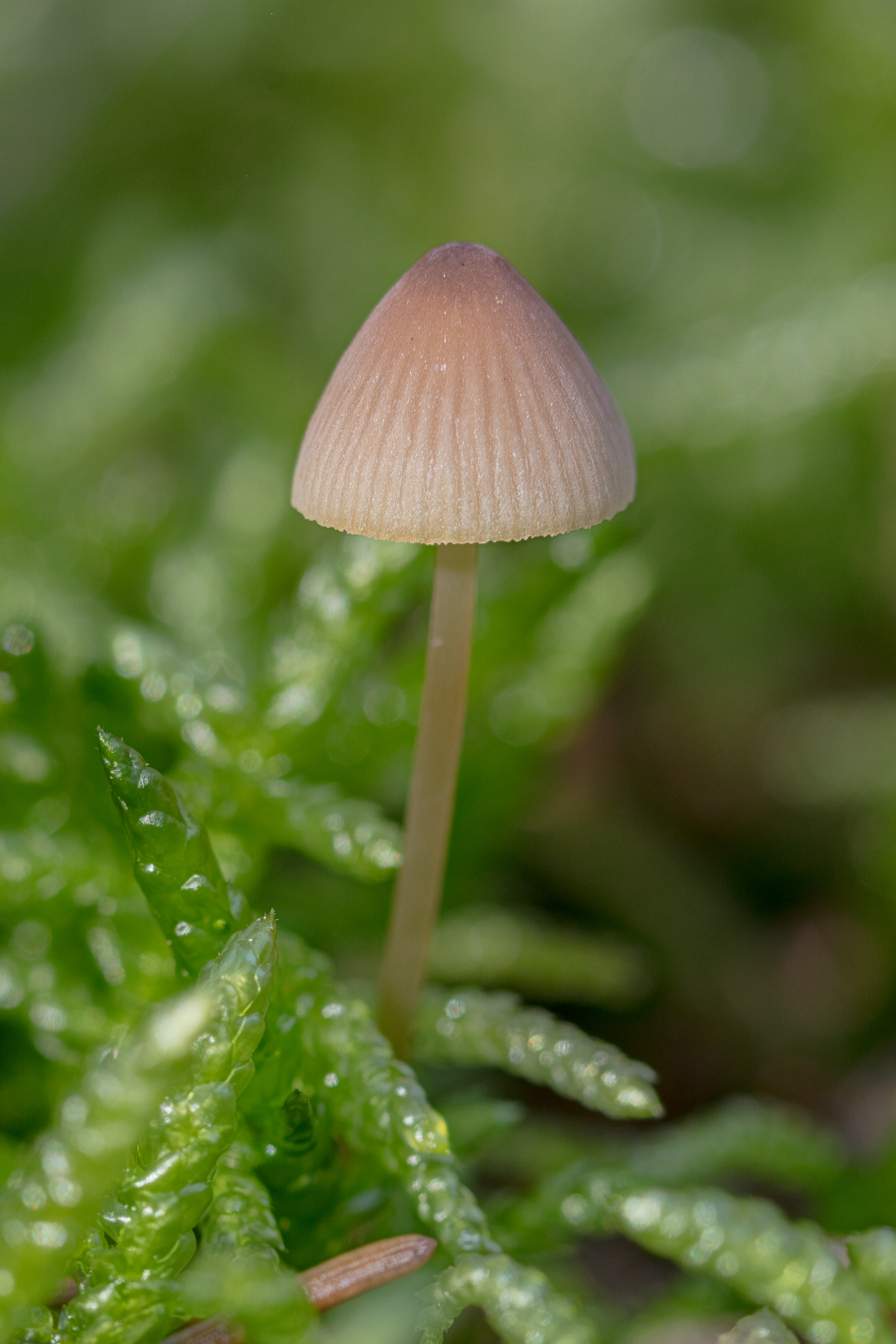
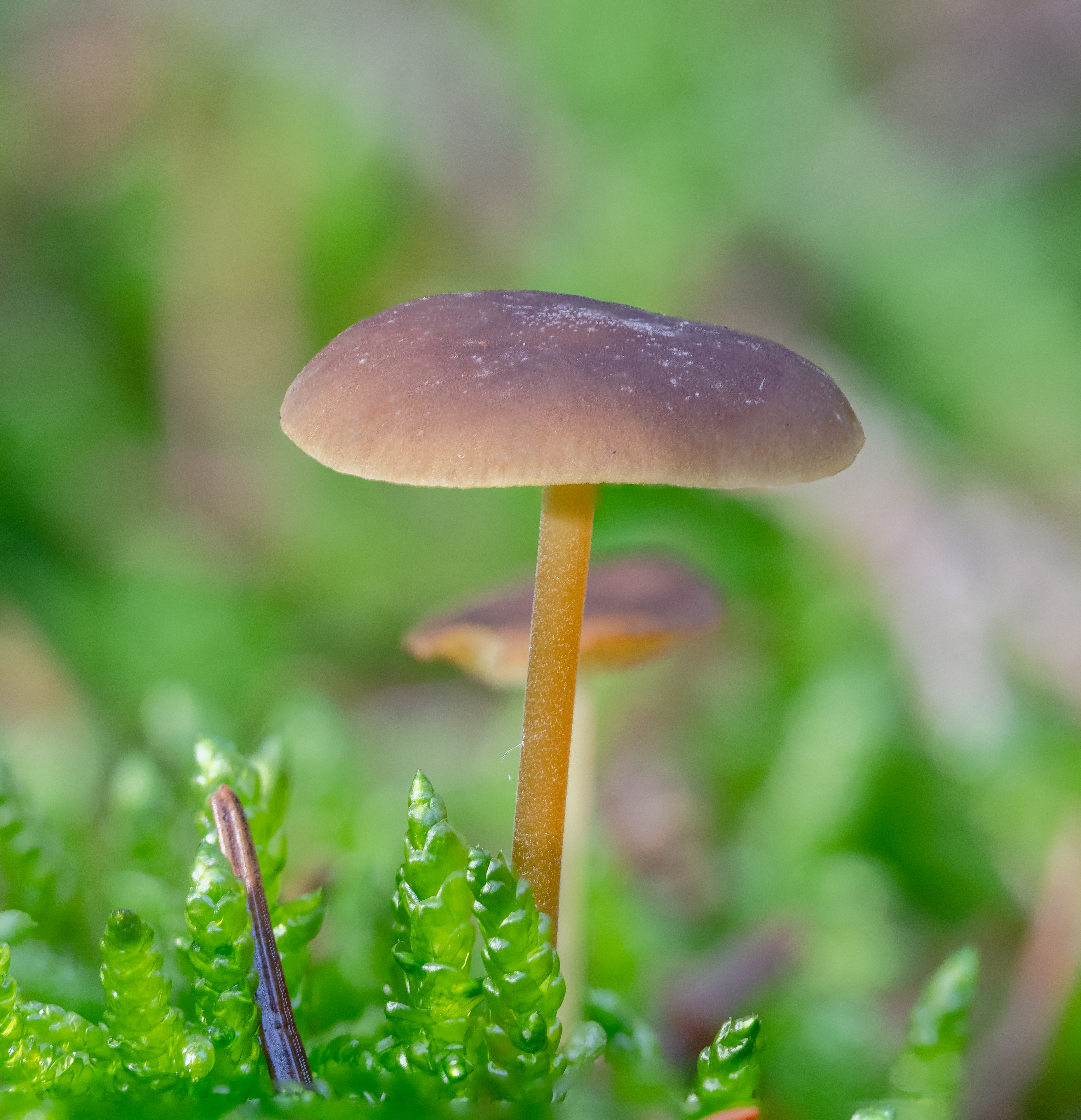
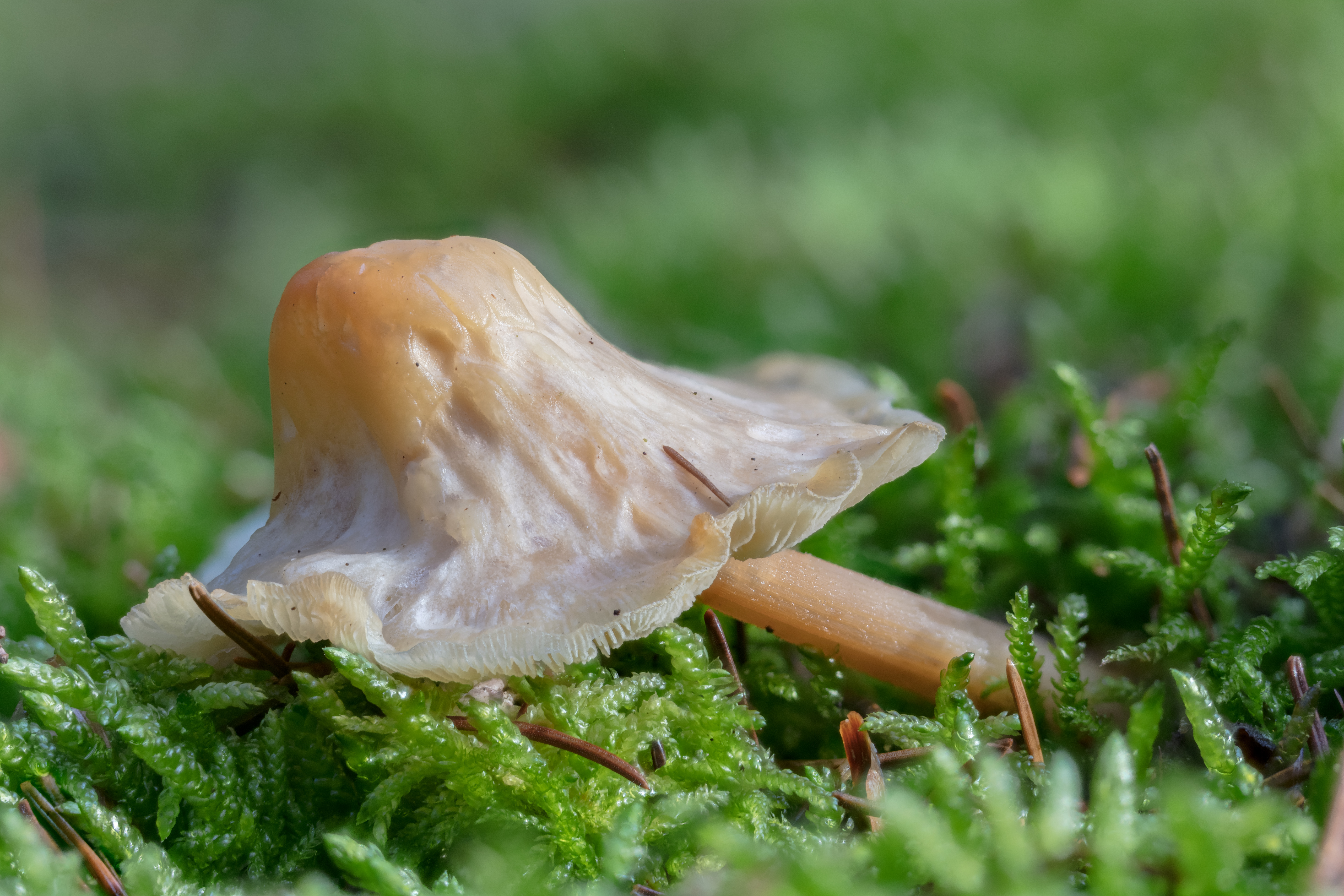

- Datos: Q54371194
- Multimedia: Hymenopellis radicata / Q54371194